# كريستوفر جي. مور
كريستوفر جي. مور هو كاتب جريمة ومحامي وكاتب مسرحي وكاتب ومحاضر كندي، ولد في 8 يوليو 1946 في كندا.